# Sado (préfecture de Niigata)
Cet article concerne la ville de Sado. Pour l'île de Sado, voir Sadoga-shima.
Pour les articles homonymes, voir Sado.
Sado (佐渡市, Sado-shi) est une ville située sur l'île de Sado, dans la préfecture de Niigata au Japon.

## Géographie

### Situation
La ville de Sado occupe l'ensemble de l'île de Sado en mer du Japon.

### Démographie
Au 31 décembre 2022, la population de Sado s'élevait à 49 755 habitants sur une superficie de 855,69 km2.

### Climat
Le climat de Sado est de type subtropical humide avec des étés très chaud, des hivers froids et des précipitations importantes tout au long de l'année.
| Mois                                             | jan.      | fév.      | mars      | avril     | mai      | juin      | jui.      | août      | sep.      | oct.      | nov.      | déc.      | année     |
| ------------------------------------------------ | --------- | --------- | --------- | --------- | -------- | --------- | --------- | --------- | --------- | --------- | --------- | --------- | --------- |
| Température minimale moyenne (°C)                | 1,3       | 1         | 2,9       | 7,2       | 12       | 16,6      | 21,3      | 22,9      | 19,2      | 13,6      | 8,2       | 3,8       | 10,8      |
| Température moyenne (°C)                         | 4         | 4         | 6,5       | 11,1      | 15,9     | 19,8      | 24        | 26        | 22,5      | 17,2      | 11,8      | 6,8       | 14,1      |
| Température maximale moyenne (°C)                | 6,5       | 6,7       | 9,6       | 14,9      | 19,9     | 23,3      | 27,1      | 29,3      | 25,9      | 20,5      | 15        | 9,7       | 17,4      |
| Record de froid (°C) date du record              | −7,5 1915 | −7,4 1931 | −6,4 1971 | −2,1 1941 | 2,5 1947 | 7,6 1927  | 12,1 1967 | 14,6 1956 | 9,5 1940  | 4,4 1983  | −2,8 1970 | −6,6 1947 | −7,5 1915 |
| Record de chaleur (°C) date du record            | 17 1916   | 20,7 2004 | 22,3 2010 | 28 1998   | 30 2016  | 34,1 1936 | 37,4 2018 | 38,1 2019 | 37,4 2020 | 31,5 2018 | 26,3 1914 | 22,9 1929 | 38,1 2019 |
| Ensoleillement (h)                               | 46,2      | 69,2      | 133,1     | 177       | 200,7    | 178,4     | 161,2     | 207,8     | 157       | 147,5     | 95,8      | 50,6      | 1 625,8   |
| Précipitations (mm)                              | 131,1     | 91,6      | 96,6      | 94,5      | 97,3     | 122,5     | 207,3     | 137,5     | 139,9     | 133,1     | 154,8     | 175,7     | 1 572,5   |
| dont neige (cm)                                  | 28        | 25        | 4         | 0         | 0        | 0         | 0         | 0         | 0         | 0         | 0         | 9         | 67        |
| Nombre de jours avec précipitations              | 19,7      | 15,3      | 14        | 10,3      | 9,7      | 9         | 10,9      | 8,7       | 10,4      | 12,3      | 16,6      | 20,9      | 157,1     |
| dont nombre de jours avec précipitations ≥ 10 mm | 4,4       | 2,7       | 3,3       | 3,3       | 3,5      | 3,8       | 5,7       | 4         | 4,4       | 4,5       | 5,9       | 6,6       | 52,1      |
| Humidité relative (%)                            | 69        | 68        | 66        | 67        | 72       | 78        | 81        | 77        | 73        | 69        | 68        | 69        | 71        |
| Nombre de jours avec neige                       | 7,1       | 6,8       | 1,4       | 0         | 0        | 0         | 0         | 0         | 0         | 0         | 0         | 2,5       | 17,8      |

| Diagramme climatique                                  |          |            |             |            |               |               |               |               |               |            |             |
| J                                                     | F        | M          | A           | M          | J             | J             | A             | S             | O             | N          | D           |
| 6,51,3131,1                                           | 6,7191,6 | 9,62,996,6 | 14,97,294,5 | 19,91297,3 | 23,316,6122,5 | 27,121,3207,3 | 29,322,9137,5 | 25,919,2139,9 | 20,513,6133,1 | 158,2154,8 | 9,73,8175,7 |
| Moyennes : • Temp. maxi et mini °C • Précipitation mm |          |            |             |            |               |               |               |               |               |            |             |

## Histoire
La ville de Sado a été créée le 1er mars 2004 à partir de la fusion de toutes les municipalités de l'île : la ville de Ryōtsu, les bourgs d'Aikawa, Kanai, Sawata, Hatano, Mano, Hamochi et Ogi, et les villages de Niibo et Akadomari.

## Transports
Sado est desservie par deux lignes de ferry :
- Niigata – Ryōtsu
- Jōetsu - Ogi

## Jumelage
Sado est jumelée avec :
- Xian de Yang (Chine)
- Kaohsiung (Taïwan)

## Personnalités liées à la municipalité
- Makoto Sashima (né en 1944, biologiste).
- Charles Robert Jenkins (soldat américain ayant déserté en Corée du Nord, détenu jusqu'en 2004, qui habitait sur l'île).
- Kikuo Takano (poète et mathématicien) est né à Sado en 1927.